# Турбичево

Турбичево — село в Дмитровском районе Московской области, в составе сельского поселения Синьковское. Население — 99 чел. (2010). До 1954 года — центр Турбичевского сельсовета. В 1994—2006 годах Турбичево входило в состав Кульпинского сельского округа. В селе действует Троицкая церковь 1873 года постройки, работы архитектора Владислава Грудзина.

## Расположение
Село расположено в западной части района, примерно в 20 км к западу от Дмитрова, на правом берегу малой речки Кимерша (правый приток Лутосни), высота центра над уровнем моря 224 м. Ближайшие населённые пункты — Киндяково на юге, Эскино и Малыгино на востоке, Селиваново на северо-востоке.

## Население
| 2002 | 2006 | 2010 |
| ---- | ---- | ---- |
| 101  | ↘90  | ↗99  |